# Team INEOS/2019
Deze pagina geeft een overzicht van de Team Ineos-wielerploeg in 2019. Tot 30 april heette de ploeg Team Sky.

## Algemeen
Sponsor: Sky Limited/INEOS
Algemeen manager: Dave Brailsford
Ploegleiders: Dario Cioni, Servais Knaven, Brett Lancaster, Nicolas Portal, Gabriel Rasch, Matteo Tosatto, Xabier Zandio
Fietsen: Pinarello
Materiaal: Shimano
Kleding: Castelli
Auto's: Ford

## Renners
| Naam                 | Geboortedatum | Nationaliteit       | Ploeg 2018                  |
| -------------------- | ------------- | ------------------- | --------------------------- |
| Dylan van Baarle     | 21-05-1992    | Nederland           |                             |
| Leonardo Basso       | 25-12-1993    | Italië              |                             |
| Egan Bernal          | 13-01-1997    | Colombia            |                             |
| Jonathan Castroviejo | 27-04-1987    | Spanje              |                             |
| David de la Cruz     | 06-05-1989    | Spanje              |                             |
| Owain Doull          | 02-05-1993    | Verenigd Koninkrijk |                             |
| Eddie Dunbar         | 01-09-1996    | Ierland             | Aqua Blue Sport             |
| Kenny Elissonde      | 22-07-1991    | Frankrijk           |                             |
| Chris Froome         | 20-05-1985    | Verenigd Koninkrijk |                             |
| Filippo Ganna        | 25-07-1996    | Italië              | UAE Team Emirates           |
| Tao Geoghegan Hart   | 30-03-1995    | Verenigd Koninkrijk |                             |
| Michał Gołaś         | 29-04-1984    | Polen               |                             |
| Kristoffer Halvorsen | 13-04-1996    | Noorwegen           |                             |
| Sebastián Henao      | 05-08-1993    | Colombia            |                             |
| Vasil Kiryjenka      | 28-06-1981    | Wit-Rusland         |                             |
| Christian Knees      | 05-03-1981    | Duitsland           |                             |
| Michał Kwiatkowski   | 02-06-1990    | Polen               |                             |
| Christopher Lawless  | 13-04-1996    | Verenigd Koninkrijk |                             |
| Gianni Moscon        | 20-04-1994    | Italië              |                             |
| Jhonatan Narváez     | 04-03-1997    | Ecuador             |                             |
| Wout Poels           | 01-10-1987    | Nederland           |                             |
| Salvatore Puccio     | 31-08-1989    | Italië              |                             |
| Diego Rosa           | 27-03-1989    | Italië              |                             |
| Luke Rowe            | 10-03-1990    | Verenigd Koninkrijk |                             |
| Pavel Sivakov        | 11-07-1997    | Rusland             |                             |
| Iván Sosa            | 31-10-1997    | Colombia            | Androni-Sidermec-Bottecchia |
| Ian Stannard         | 25-05-1987    | Verenigd Koninkrijk |                             |
| Ben Swift            | 05-11-1987    | Verenigd Koninkrijk | UAE Team Emirates           |
| Geraint Thomas       | 25-05-1986    | Verenigd Koninkrijk |                             |

### Vertrokken
| Naam               | Geboortedatum | Nationaliteit       | Ploeg 2019                    |
| ------------------ | ------------- | ------------------- | ----------------------------- |
| Philip Deignan     | 07-09-1983    | Ierland             | gestopt                       |
| Jonathan Dibben    | 12-02-1994    | Verenigd Koninkrijk | Madison-Genesis               |
| Sergio Henao       | 10-12-1987    | Colombia            | UAE Team Emirates             |
| Beñat Intxausti    | 20-03-1986    | Spanje              | Euskadi Basque Country-Murias |
| David López García | 13-05-1981    | Spanje              | gestopt                       |
| Łukasz Wiśniowski  | 07-12-1991    | Polen               | CCC Team                      |

## Overwinningen
| Herald Sun Tour 3e etappe: Owain Doull 5e etappe: Kristoffer Halvorsen Eindklassement: Dylan van Baarle Jongerenklassement: Pavel Sivakov Bergklassement: Christian Knees Ploegenklassement: *1) Ronde van de Provence 1e etappe (ITT): Filippo Ganna Tour Colombia Bergklassement: Iván Sosa Ronde van de Algarve Ploegenklassement: *2) Parijs-Nice Eindklassement: Egan Bernal Jongerenklassement: Egan Bernal Puntenklassement: Michał Kwiatkowski Ploegenklassement: *3) Ronde van de Alpen 1e etappe: Tao Geoghegan Hart 2e etappe: Pavel Sivakov 4e etappe: Tao Geoghegan Hart Eindklassement: Pavel Sivakov Jongerenklassement: Pavel Sivakov Ploegenklassement: *4) | Ronde van Yorkshire Eindklassement: Christopher Lawless Puntenklassement: Christopher Lawless Ploegenklassement: *5) Ronde van Noorwegen 5e etappe: Kristoffer Halvorsen Jongerenklassement: Kristoffer Halvorsen Critérium du Dauphiné 7e etappe: Wout Poels 8e etappe: Dylan van Baarle Ronde van Zwitserland 7e etappe: Egan Bernal Eindklassement: Egan Bernal Jongerenklassement: Egan Bernal Route d'Occitanie 3e etappe: Iván Sosa Jongerenklassement: Iván Sosa Ploegenklassement: *6) Ronde van Frankrijk Eindklassement: Egan Bernal Jongerenklassement: Egan Bernal Ronde van Wallonië Jongerenklassement: Christopher Lawless Ploegenklassement: *7) | Ronde van Polen Eindklassement: Pavel Sivakov Ploegenklassement: *8) Ronde van Burgos 3e etappe: Iván Sosa 5e etappe: Iván Sosa Eindklassement: Iván Sosa Bergklassement: Iván Sosa Jongerenklassement: Iván Sosa Ploegenklassement: *9) BinckBank Tour 6e etappe (ITT): Filippo Ganna Ronde van Groot-Brittannië Ploegenklassement: *10) Ronde van Piemonte Egan Bernal Nationale kampioenschappen wielrennen Groot-Brittannië - wegrit: Ben Swift Italië - tijdrit: Filippo Ganna Spanje - tijdrit: Jonathan Castroviejo |

*1) Ploeg Herald Sun Tour: Van Baarle, Doull, Elissonde, Halvorsen, Knees, Rowe, Sivakov
*2) Ploeg Ronde van de Algarve: Van Baarle, De la Cruz, Dunbar, Geoghegan Hart, Poels, Rowe, Stannard
*3) Ploeg Parijs-Nice: Bernal, Geoghegan Hart, Henao, Kwiatkowski, Narváez, Rowe, Sosa
*4) Ploeg Ronde van de Alpen: Basso, Elissonde, Froome, Geoghegan Hart, Puccio, Sivakov
*5) Ploeg Ronde van Yorkshire: Basso, Doull, Dunbar, Froome, Gołaś, Lawless, Stannard
*6) Ploeg Route d'Occitanie: Dunbar, Gołaś, Henao, Knees, Lawless, Sivakov, Sosa
*7) Ploeg Ronde van Wallonië: De la Cruz, Dunbar, Ganna, Halvorsen, Knees, Lawless, Rosa
*8) Ploeg Ronde van Polen: Doull, Geoghegan Hart, Gołaś, Kirijenka, Puccio, Sivakov, Swift
*9) Ploeg Ronde van Burgos: De la Cruz, Elissonde, Henao, Kirijenka, Narváez, Stannard, Sosa
*10) Ploeg Ronde van Groot-Brittannië: Van Baarle, Dunbar, Gołaś, Moscon, Sivakov, Swift
2010 · 2011 · 2012 · 2013 · 2014 · 2015 · 2016 · 2017 · 2018 · 2019 · 2020 · 2021 · 2022 · 2023 · 2024 · 2025
AG2R-La Mondiale · Astana Pro Team · Bahrain-Merida · BORA-hansgrohe · CCC Team · Deceuninck–Quick-Step · EF Education First · Groupama-FDJ · Lotto Soudal · Mitchelton-Scott · Movistar Team · Team Dimension Data · Team Jumbo-Visma · Team Katjoesja Alpecin · Team INEOS (Team Sky) · Team Sunweb · Trek-Segafredo · UAE Team Emirates